# Shut Up (and Give Me Whatever You Got)
"Shut Up (and Give Me Whatever You Got)" é uma canção da cantora e compositora inglesa Amelia Lily. Teve seu lançamento como single no dia 18 de janeiro de 2013.

## Antecedentes
"Shut Up (and Give Me Whatever You Got)" foi a primeira canção que Amelia gravou em estúdio. Por trás do significado da faixa, a cantora revelou: "Eu queria fazer uma música do tipo 'girl power’, e que basicamente as garotas pudessem ouvi-lo e dizer: 'Sim, eu posso me defender, eu sou uma mulher forte e independente'. Isso é o que eu desejo quando a canção for lançada. Algo que as garotas sintam que possam se relacionar". No final de outubro de 2012, a artista revelou em entrevista ao Yahoo! que o seu segundo single teria um tom mais obscuro que "You Bring Me Joy", sua primeira música de trabalho.
A obra foi liberada ao público em 2 de novembro de 2012, quando foi carregado um lyric video da faixa na página do Vevo de Amelia. Já a capa do single foi divulgada em 11 de dezembro de 2012.

## Desempenho nas paradas musicais
| Parada (2013)                         | Melhor posição |
| ------------------------------------- | -------------- |
| Escócia - Official Charts Company     | 8              |
| Eslováquia - IFPI Slovenská Republika | 38             |
| Irlanda - IRMA                        | 63             |
| Reino Unido - UK Singles Chart        | 11             |

## Histórico de lançamento
| País        | Data                  | Formato          | Gravadora  |
| ----------- | --------------------- | ---------------- | ---------- |
| Brasil      | 18 de janeiro de 2013 | Download digital | Sony Music |
| Irlanda     | 18 de janeiro de 2013 | Download digital | Sony Music |
| Reino Unido | 18 de janeiro de 2013 | Download digital | Sony Music |